# Eizan Electric Railway
La Eizan Electric Railway Co., Ltd. (叡山電鉄株式会社, Eizan Dentetsu Kabushiki-gaisha), également appelée Eiden (叡電), est une compagnie de transport de passagers qui exploite deux lignes de chemin de fer au nord-est de Kyoto, au Japon. Elle permet de desservir les monts Hiei et Kurama. C'est une filiale de la compagnie Keihan Electric Railway.

## Histoire
L'actuelle ligne principale Eizan est ouverte par Kyoto Dento (京都電燈) en 1925 et la ligne Kurama est construite par le chemin de fer Kurama (鞍馬電気鉄道) à partir de 1928. Après la seconde Guerre mondiale, ces deux lignes sont gérées par la Keifuku Electric Railroad (京福電気鉄道株式会社). Face à des difficultés financières, ces lignes sont cédées en 1985 à la compagnie Eizan Electric Railway nouvellement crée, la Keifuku Electric Railroad ne gardant que les deux lignes du tramway de Kyoto.

## Lignes
Le réseau de la compagnie de compose de deux lignes :
| Ligne                  | Nom japonais | Terminus                          | Longueur (km) | Gares |
| ---------------------- | ------------ | --------------------------------- | ------------- | ----- |
| Ligne principale Eizan | 叡山本線     | Demachiyanagi - Yase-Hieizanguchi | 5,6           | 8     |
| Ligne Kurama           | 鞍馬線       | Takaragaike - Kurama              | 8,8           | 10    |

Les trains de la ligne Kurama empruntent la ligne principale Eizan entre Takaragaike et le terminus de Demachiyanagi.

## Matériel roulant

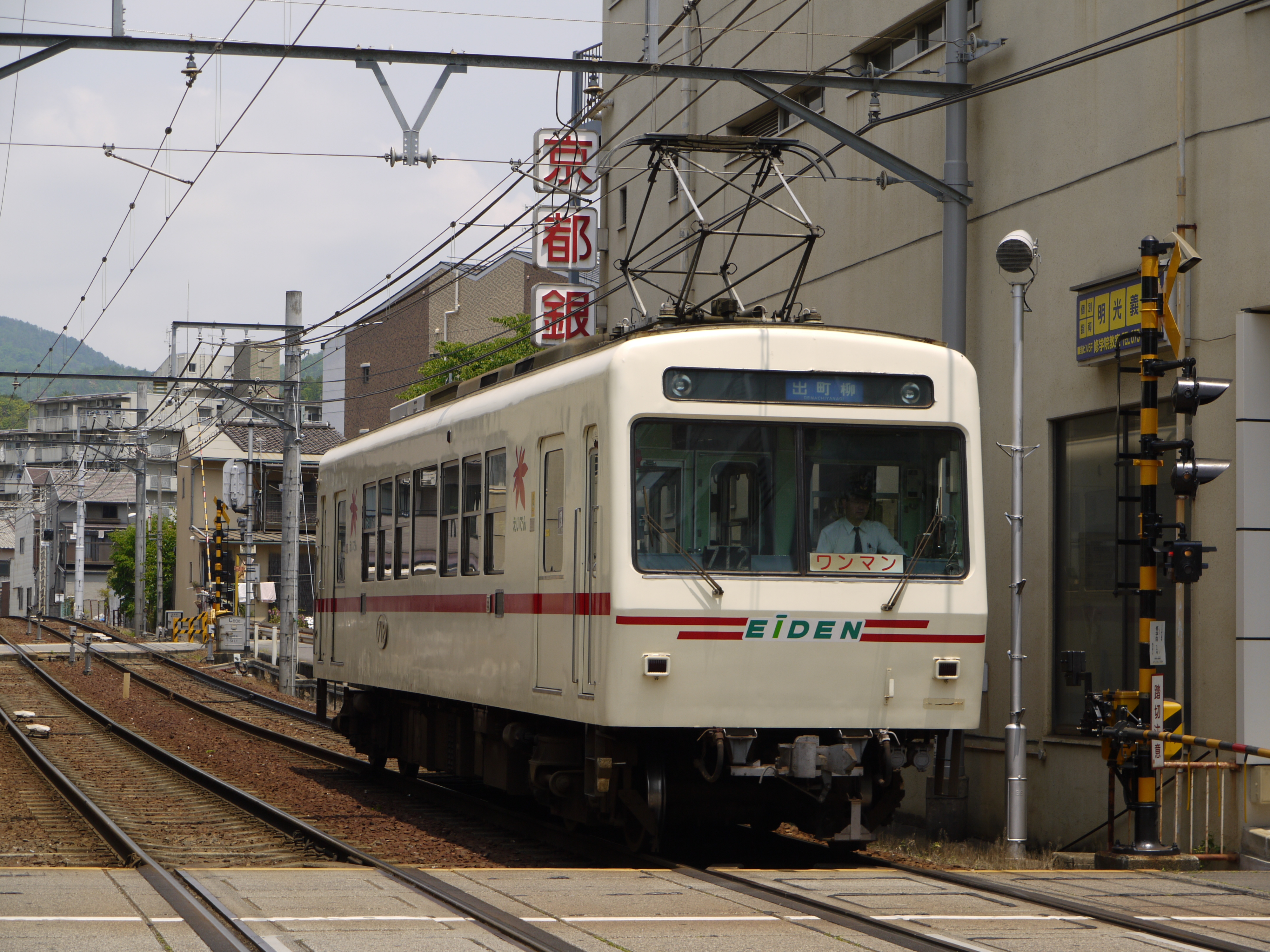
Eiden série 700
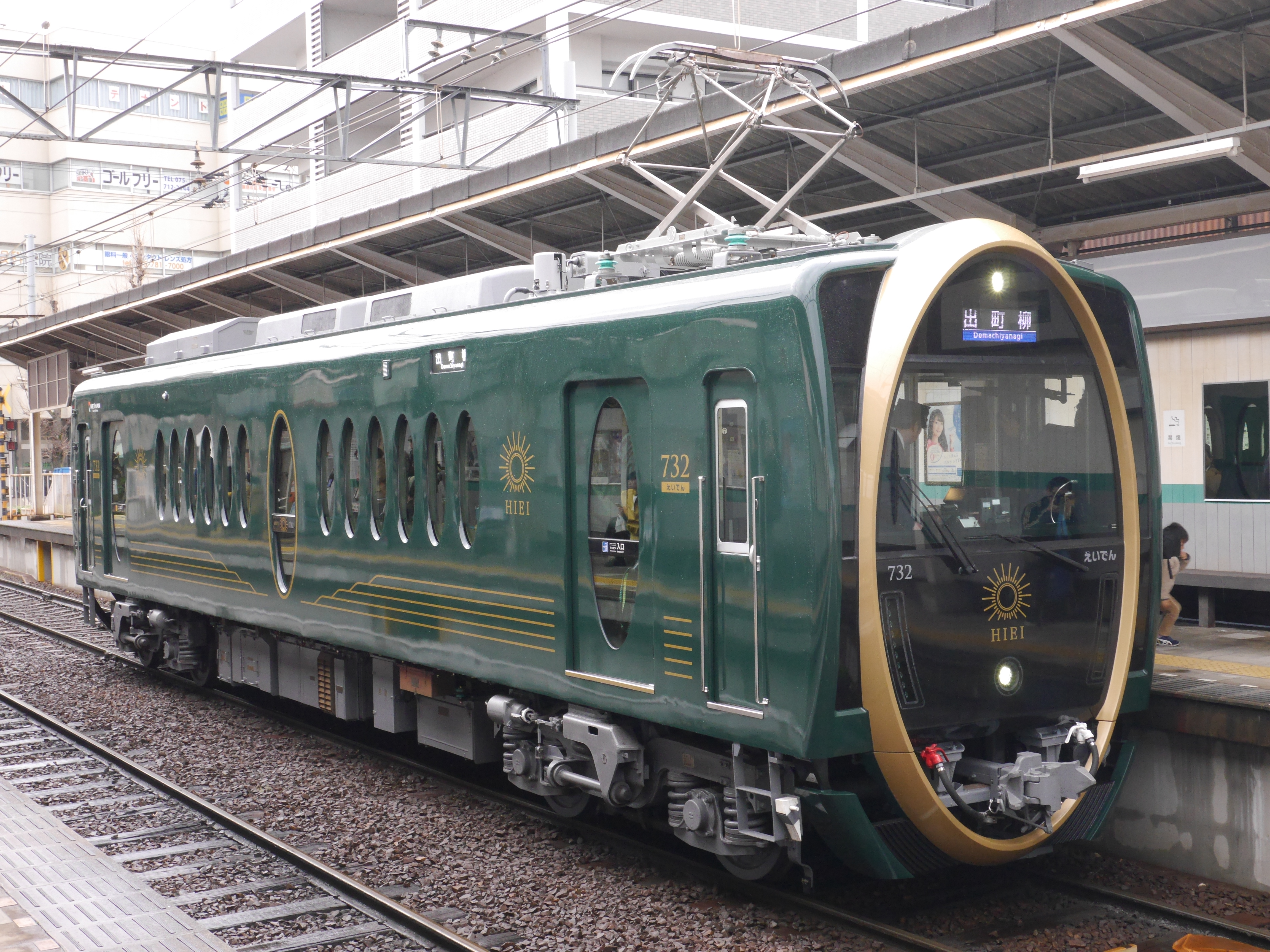
Eiden série 732 Hiei
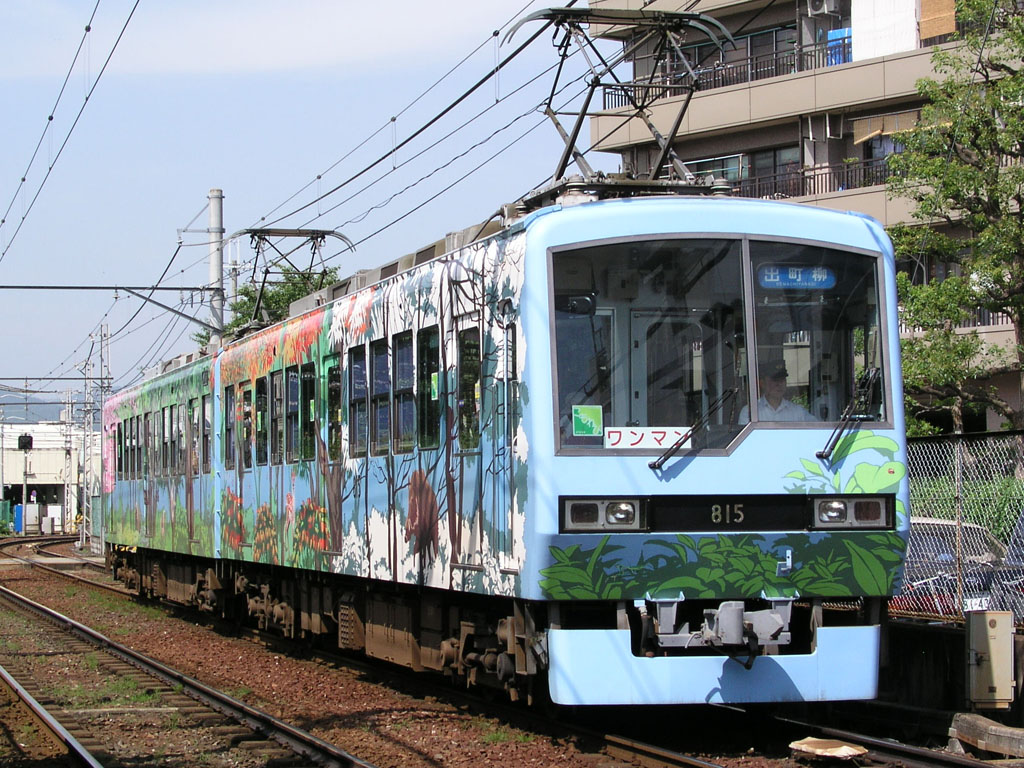
Eiden série 800
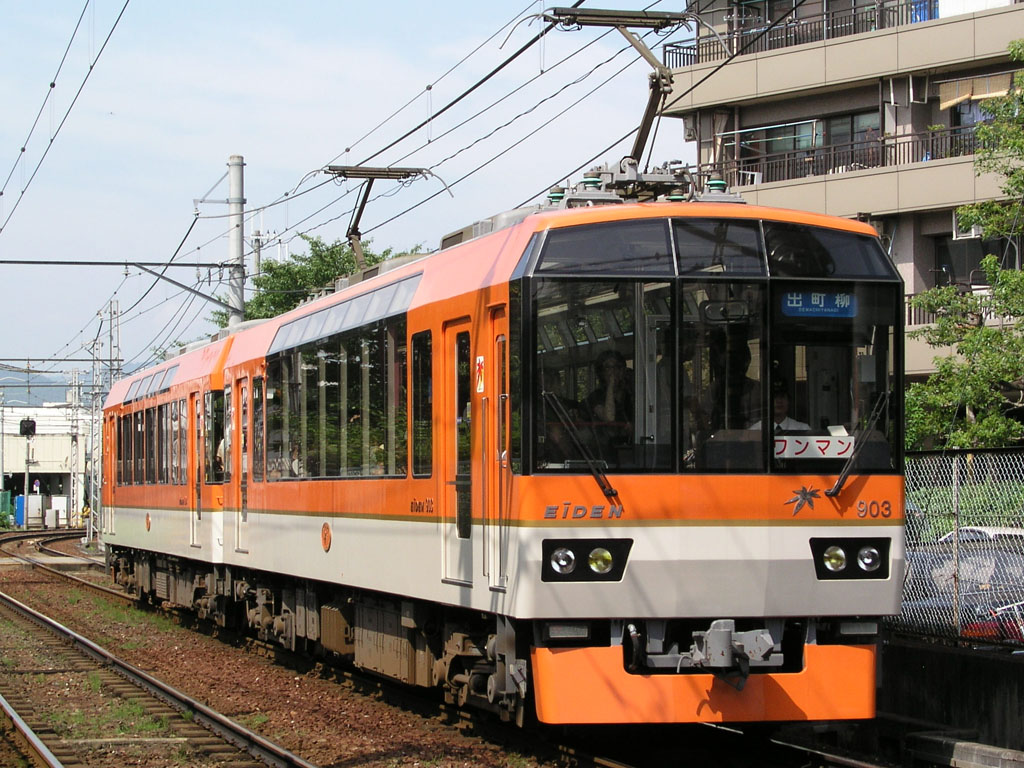
Eiden série 900 Kirara